# Pseudobuddelundiella hostensis
Pseudobuddelundiella hostensis är en kräftdjursart som beskrevs av Borutzkii 1967. Pseudobuddelundiella hostensis ingår i släktet Pseudobuddelundiella och familjen Buddelundiellidae. Inga underarter finns listade i Catalogue of Life.